# Синяя звезда
Си́няя звезда́ — сказка А. И. Куприна. Впервые произведение было опубликовано в 1927 году под названием «Принцесса-Дурнушка» в сборнике «Новые повести и рассказы» в Париже. В том же году под названием «Синяя звезда» сказка была включена в сборник «Храбрые беглецы», изданный также в Париже. В СССР вошла в состав сборника произведений Куприна, состоящий из шести томов и опубликованный в Москве в 1958 году.

## Сюжет
В недоступной горной долине есть страна Эрнотерра. У принца этой страны, Эрна XXIII, родилась некрасивая дочь. Чтобы она не разочаровалась в себе, во всей стране уничтожили зеркала. Но когда девочка подросла, никто не хотел брать её замуж. Женихом для неё стал пришелец из внешнего мира, такой же безобразный, как и сама принцесса.

## Мораль произведения
Мораль сказки Александра Ивановича Куприна «Синяя звезда» заключается в том, что абсолютно однозначного понятия о красоте никогда не было и быть не может. Бесспорным остаётся лишь то, что душевная красота человека намного важнее, чем его внешняя привлекательность. Недаром надпись, сделанная мудрым королём Эрном I, гласила:
Мужчины моей страны умны, верны и трудолюбивы; женщины — честны, добры и понятливы. Но — прости им Бог — и те и другие безобразны.

## Интересные факты
- Сюжет сказки «Синяя звезда» несколько напоминает сюжет «Гадкого утёнка» датского писателя и поэта Ганса Христиана Андерсена.

## Публикации
Сказка «Синяя звезда» включена в состав:
- сборника «Новые повести и рассказы», 1927 г.
- сборника «Храбрые беглецы. Рассказы для юных читателей», 1928 г.
- антологии «Фантастика, 80», 1981 г.
- антологии «Молекулярное кафе», 1988 г.
- сборника «Цветок папоротника», 1990 г.
- антологии «Волшебный ларец», 1998 г.
- антологии «Литературные сказки народов мира. Том III. Сказки писателей России», 2002 г.
- антологии «Сказки русских писателей», 2003 г.
- антологии «Синій птах», 2011 г.[3]